# Auster AOP Mk 9
L'Auster B.5 AOP Mk 9, plus connu comme Auster AOP.9, est un triplace d’observation et de coopération britannique. Il fut le dernier AOP (Air Observation Post pour « Poste d'observation aérien ») utilisé par l'armée britannique, qui a ensuite remplacé les avions par des hélicoptères dans les missions de reconnaissance tactique et de surveillance du champ de bataille.

## Origine et développement
Fin 1953 fut lancé un programme visant au remplacement des Auster AOP.6. Le nouvel appareil devait profiter de l'expérience acquise en Corée et supporter les climats tropicaux, le Commonwealth étant confronté à une guérilla communiste en Malaisie. D’allure comparable à son prédécesseur, l'Auster B.5 était en fait une machine entièrement nouvelle, avec un moteur Blackburn Cirrus Bombardier 203 de 180 ch donnant à ce monoplan à aile haute contreventée de meilleures performances à l’atterrissage et au décollage. Doté d’un train d'atterrissage renforcé équipés de pneus basse pression, le B.5 pouvait également opérer de terrains détrempés ou boueux. Un plancher amovible renforcé permettait également d’utiliser cet avion comme utilitaire léger ou, après retrait, d'équiper l'appareil d'un matériel de prise de vue.
Le prototype [WZ662] a pris l’air le 19 mars 1954 et 180 exemplaires furent construits pour la Royal Air Force (145 appareils) et l'Inde (35 appareils).

## Les versions
- Auster AOP Mk.9 : Désignation militaire de l'Auster B.5.
- Auster 9M : En 1967 le Captain M. Somewton-Rayer racheta un lot d'AOP 9 des surplus de l’Army Air Corps et les fit reconditionner pur le marché civil avec un moteur Lycoming O-360-A1D de 180 ch.
- Auster E.3 : Bi-triplace d’observation d’artillerie réalisé en 1961 avec une aile à haute portance et un moteur Rolls-Royce Continental IO-470-D de 260 ch. Le prototype fut testé par l'Army Air Corps comme Auster AOP Mk 11 [XP254], puis revendu à un utilisateur civil [G-ASCC] en 1971 comme Beagle E.3. Cet appareil a malheureusement percuté un arbre en vol le 29 juillet 2007.

## Utilisateurs
- Afrique du Sud : La SAAF a utilisé l'Auster AOP.9 de 1957 à 1967.
- Hong Kong : La Royal Hong Kong Auxiliary Air Force a reçu 7 appareils des surplus de l'AAC en 1966.
- Inde : 10 appareils [IN-755/764] neuf furent livrés à l'Indian Air Force, 25 autres à l’armée [IN-1659/1683]
- Royaume-Uni : 145 AOP.9 furent livrés à la Royal Air Force à partir de février 1955 [Serial WZ662/679, WZ694/731, XK374/382, XK406/421, XN407/412, XN435/443, XP232/254, XP277/286, XR236/246 et XR267/271]. Cet avion a effectué 143 000 sorties opérationnelles avec le 656 Sqdn en Malaisie durant les opérations de maintien de l’ordre opposant les troupes du Commonwealth à la guérilla communiste. L’Army Air Corps, constitué en septembre 1957, aurait dû prendre en charge les AOP.9, mais la Royal Army s’intéressant fortement aux hélicoptères, elle céda immédiatement une partie de ses Auster à la South African Air Force. Les derniers Auster AOP.9 furent cédés en 1966 à Hong Kong.

## L'Auster AOP.9 au musée
Il existe un certain nombre d'Auster B.5 en état de vol, le plus connu étant le XR244 de l’Army Air Corps Historic Flight. Quelques exemplaires sont également conservés en exposition statique dans des musées : 
- WZ721 - Museum of Army Flying, Middle Wallop Airfield
- XK418 - Second World War Aircraft Preservation Society, Lasham Aerodrome
- XP280 - Snibston Discovery Park, Coalville
- XP281 - Imperial War Museum, Duxford Aerodrome
- XR271 - FirePower, Woolwich